# Chopper Attack
Chopper Attack, connu sous le nom de Wild Choppers (ワイルドチョッパーズ, Wairudo Choppāzu) au Japon, est un jeu de tir à la troisième personne basé sur des hélicoptères développé par SETA Corporation pour la Nintendo 64. Il a été publié en 1997 au Japon et en 1998 dans d'autres régions.

## Gameplay
Dans Chopper Attack, les joueurs contrôlent un hélicoptère et complètent une série de missions dans divers environnements. Les objectifs incluent le bombardement de bases ennemies, l'escorte de Air Force One à travers des zones dangereuses et le sauvetage de prisonniers de guerre. Chaque mission est sensible au temps, ajoutant un niveau d'urgence au gameplay.
Les joueurs gagnent des points en fonction de leurs performances, tels que le nombre d'ennemis détruits, les dommages évités et combien d'unités alliées survivent. Le jeu permet aux joueurs de choisir entre différents hélicoptères et armes, rendant chaque mission rejouable avec différentes stratégies.

## Développement et sortie
Chopper Attack a été présenté lors de l'exposition Shoshinkai de novembre 1996 au Japon, où il a attiré l'attention pour son combat d'hélicoptère intense et sa variété de missions. À l'origine, le jeu était prévu pour comporter un mode écran partagé à deux joueurs. Cependant, cette fonctionnalité a été supprimée avant la sortie finale.
Le jeu a été publié sous le titre Wild Choppers au Japon et a ensuite été lancé internationalement sous le nom de Chopper Attack en 1998.

## Accueil
- GameSpot : 6,4/10[4]
- IGN : 5,6/10[5]
- Joypad : 3/10[6]